# Régis Durand (critique d'art)
Pour les articles homonymes, voir Régis Durand et Durand.
Régis Durand, né le 5 décembre 1941 à Sarlat-la-Canéda et mort le 25 août 2022 à Maisons-Alfort, est un universitaire français, critique d’art et commissaire d'exposition, spécialisé dans le domaine de la photographie.

## Biographie
Agrégé de l'université, docteur d'État (Université Paris III, 1975), Régis Durand a enseigné la littérature et le cinéma américains de 1968 à 1993 dans les universités de Bordeaux puis de Lille.
À partir du début des années 1980, il est critique d’art, notamment pour la revue Art Press, où il est longtemps titulaire de la rubrique « photographie ».
De 1993 à 1996, il est inspecteur à la Délégation aux arts plastiques, au ministère de la Culture, et dirige simultanément le Printemps de Cahors.
En 1996, il obtient la direction du Centre national de la photographie à Paris, avant d'être nommé directeur du Jeu de Paume à Paris, de 2003 à 2006.
Il assure durant ces années l'organisation de nombreuses expositions : Surfaces sensibles, à la chapelle de la Salpétrière, à Paris en 1986, Rien que la chose exorbitée, galerie Michèle Chomette, Paris, 1990 ; Le monde après la photographie, Musée d’art moderne de Villeneuve d’Ascq, 1995 ; Comme des fils sur le métier du temps, Collection groupe Lhoist, Limelette, Belgique, 2002 ; La Fabrique de paysage, et Espace réels, espaces fictifs, Collection Ordonez-Falcon, San Sebastian, Espagne, 2006 ; Signes d’existence, Pekin, 2006 ; Constructions et Fictions, à Venise en 2006 ; (Re)fondations, Collection groupe Lhoist, Limelette, Belgique, 2007 ; Territoires partagés, Château de Vence/ Fondation Emile-Hughes, Vence, 2007.
Régis Durand est également l'éditeur scientifique d'ouvrages tels que Myth and ideology in American culture (Centre d'études et de recherches nord-américaines et canadiennes, Université de Lille III, Villeneuve-d'Ascq, 1976), La Relation théâtrale, traduit de Essays on performance theory de Richard Schechner, Presses universitaires de Lille, 1980), The dwelling life of man - masterpieces by American and European photographers from the Martin Z. Margulies collection, Miami (édition Amersfoort : Kunsthal KAdE , 2012) ou Kitap (édition Galeri Nev, İstanbul, 2013).
Régis Durand meurt le 25 août 2022 à Maisons-Alfort à l'âge de 80 ans,.

## Principales publications
- 1980 : Melville : signes et métaphores, Éditions L'Âge d'Homme (Lausanne) ; Centre de diffusion de l'édition (Paris)
- 1982: Donald Barthelme, avec Maurice Couturier. Editions Methuen, Londres et New York.
- 1987 : Bernard Plossu, Chronique du retour, texte de Régis Durand, Ed. Agraphie, Montreuil
- 1988 : Le regard pensif : lieux et objets de la photographie, Éditions de la Différence
- 1990 : La part de l’ombre : essai sur l’expérience photographique I, Éditions de la Différence
- 1994 : Habiter l’image : essai sur la photographie 1990-1994, Éditions Marval
- 1995 : Le temps de l’image : essai sur les conditions d’une histoire des formes photographiques, Éditions de la Différence[4].
- 2002 : Disparités : essai sur l’expérience photographique II, Éditions de la Différence
- 2006 : L’excès et le reste : essai sur l’expérience photographique III, Éditions de la Différence
- 2017 : Un art incertain - Mutations de l'image photographique, Éditions Filigranes